# Kaganbeg
Kaganbeg (Kaganbek, Khaghan Khan, Ghiyat al-Din Khaghabek) fou kan de l'Horda d'Or vers 1375 a 1377. Era fill d'Ilban Khan i membre de la línia xibànida de Turan.
D'aquest kan es coneixen dues monedes, en una esmentat com a Kaganbek (datada el 1375) i en una altra com a Ghiyath al-Din ...aghabek (Ghiyat al-Din Khaghabek) datada el 1377 i encunyada a Nova Sarai.
Posteriorment apareix com a kan Arab Shah Khan, fill de Pulad Khan.